# قسم أعلى النهر

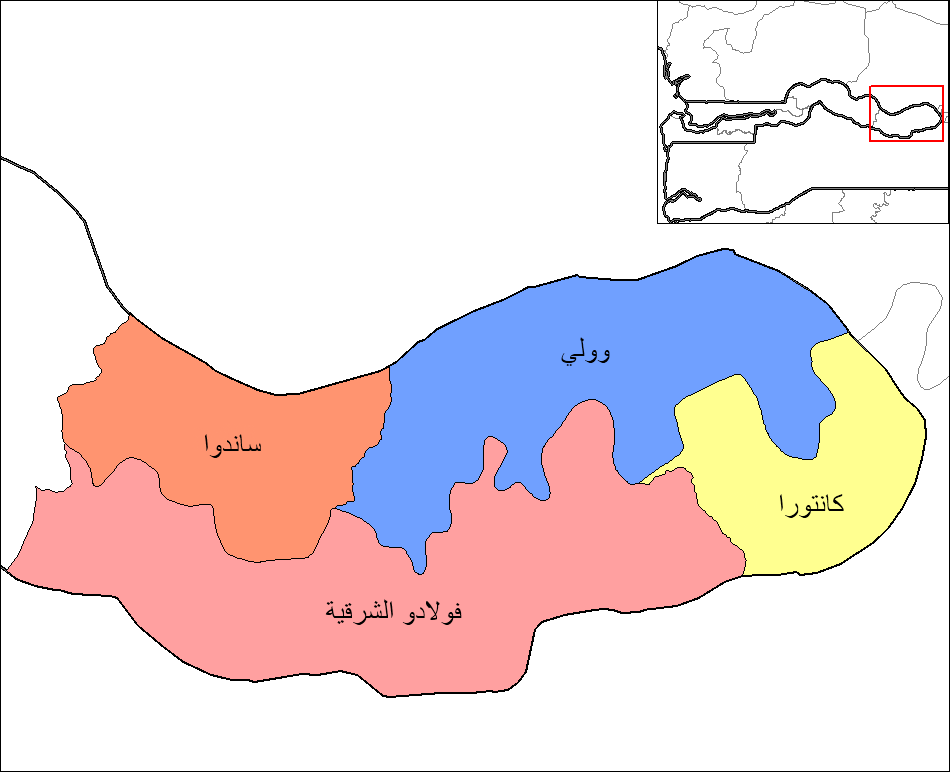
تقسيمات قسم أعلى النهر

قسم أعلى النهر هو إقليم في غامبيا، بلغ عدد سكانها 198,773 نسمة وذلك حسب إحصائيات سنة 2010.